# Honduras ai Giochi della XIX Olimpiade
L'Honduras partecipò ai Giochi della XIX Olimpiade che si sono svolti a Città del Messico dal 12 al 27 ottobre 1968, con una delegazione di 6 atleti, tutti impegnati nell'atletica leggera. Fu la prima partecipazione di questo paese ai Giochi. Non fu conquistata nessuna medaglia.